# Tectimyces robustus
Tectimyces robustus är en svampart som beskrevs av L.G. Valle & Santam. 2002. Tectimyces robustus ingår i släktet Tectimyces och familjen Legeriomycetaceae.   Inga underarter finns listade i Catalogue of Life.